# Martin Rees
Martin John Rees OM (York, Reino Unido, 23 de junio de 1942), es un astrónomo británico. Ha sido rector (Master) del Trinity College, Cambridge (2004-2012) y presidente de la Real Sociedad de Londres (2005-2010).
Obtuvo su doctorado por la Universidad de Cambridge en 1967. En la actualidad es profesor de Cosmología y Astrofísica en dicha universidad, de la que fue Profesor Plumiano entre 1973 y 1991. Dentro de sus líneas de investigación se encuentran la astrofísica de altas energías y la formación de la estructura del Universo.
Ha estudiado el papel desempeñado por la materia oscura en la formación y propiedades de las galaxias mediante la simulación informática y la distribución de los cuásares y su relación con los agujeros negros. Ha publicado más de quinientos artículos y siete libros, cinco de ellos de divulgación científica.

## Obras
- Rees, Martin J. (2000). Just Six Numbers: The Deep Forces that Shape the Universe (en inglés). Basic Books. ISBN 0465036732.
- Rees, Martin (2000). New Perspectives in Astrophysical Cosmology (en inglés). Cambridge University Press. ISBN 9780521645447.
- Rees, Martin (2009). Our Final Hour: A Scientist's Warning (en inglés). Basic Books. ISBN 0786740698.
- Rees, Martin (2011). From Here to Infinity: Scientific Horizons (en inglés). Profile Books. ISBN 1847657508. (enlace roto disponible en Internet Archive; véase el historial, la primera versión y la última).
- Rees, Martin (2011). Our Cosmic Habitat (en inglés). Princeton University Press. ISBN 1400841070.

### Edición en español
- Rees, Martin (2006). Universo: la guía visual definitiva. Pearson Alhambra. ISBN 978-84-205-5141-8.
- — (2004). Nuestra hora final: ¿será el siglo XXI el último de la humanidad?. Editorial Crítica. ISBN 978-84-8432-549-9.
- — (2002). Nuestro hábitat cósmico. Ediciones Paidós Ibérica. ISBN 978-84-493-1279-3.
- — (2001). Seis números nada más. Editorial Debate. ISBN 978-84-8306-456-6.
- — (1999). Antes del principio: el cosmos y otros universos. Tusquets Editores. ISBN 978-84-8310-624-2.
- Gribbin, John R.;  Rees, Martin (1991). Coincidencias cósmicas: materia oculta, especie humana y cosmología antrópica. Ediciones Pirámide. ISBN 978-84-368-0510-9.

## Premios y reconocimientos
- Fue galardonado en 1987 con la Medalla de oro de la Real Sociedad Astronómica, en 1989 con el Premio Balzan, en 2001 con el Premio Gruber en Cosmología, en 2003 con el Premio Mundial de Ciencias Albert Einstein del Consejo Cultural Mundial y en 2005 con el Premio Crafoord.

- En 2011 fue galardonado con el Premio Templeton.[2]
- En 2024 fue galardonado con el Premio Wolf en Física.[3]